# SBB RBe 4/4
De RBe 4/4 later RBe 540 genoemd is een elektrisch motorrijtuig voor het regionaal personenvervoer van de Schweizerische Bundesbahnen (SBB).

## Geschiedenis
Deze motorrijtuigen werden in de jaren 1950 aangeschaft. Op 24 mei 1959 werd het eerste motorrijtuig aan de pers voorgesteld. Door aanhoudende technische problemen werd de serie ingrijpend aangepast.
Deze motorrijtuigen worden voor het regionaal personenvervoer gebruikt. Op het traject van onder meer de Gotthardbahn werden de motorrijtuigen door locomotieven van het type Re 4/4 I ondersteund.
Tot 2005 werden de volgende motorrijtuigen afgevoerd:
- 1401-1403: gesloopt in 2005
- 1419: Ongeval in St-Triphon (1972)
- 1454: Brand tussen Uster und Aathal (1990)
- 540 008: Brand tussen Safenwil und Walterswil-Striegel (1998)
- 540 023: Brand in Eglisau (2000)
- 540 019: Verkocht aan Oensingen-Balsthal-Bahn (OeBB) (juni 2005)
- 540 074: Verkocht aan Oensingen-Balsthal-Bahn (OeBB) (juni 2005)

## Constructie en techniek
De motorrijtuigen hebben een stalen frame. De draaistellen zijn voorzien van schroefvering. In de cabine bevindt zich een deur in het front. Deze overgang is alleen voor het personeel bestemd.
Deze motorrijtuigen kunnen in treinschakeling rijden met onder meer:
- Stuurstandrijtuigen van het type: Bt, BDt en NPZ-Bt
- Re 4/4 I
- Re 4/4II (Re 420 / Re 421)
- Re 4/4III
- Re 4/4IV (Re 440)
- Re 6/6 (Re 620)

### Nummers
De motorrijtuigen werden door de Schweizerische Bundesbahnen (SBB) tussen 1993 en 1998 als volgt omgenummerd:
- 1401-1406 in: RBe 540 000-005
- 1407-1418 in: RBe 540 006-017
- 1420-1453 in: RBe 540 018-051
- 1455-1482 in: RBe 540 052-079

## Treindiensten
De treinen werden door de Schweizerische Bundesbahnen (SBB) als regionale stoptreinen op diverse trajecten ingezet.